# (33340) 1998 VG44
1998 في جي 44 (ويعرف أيضًا باسم (33340) 1998 في جي 44 وفق تسمية الكوكب الصغير) (بالإنجليزية: 1998 VG44)‏ هو كويكب ضمن حزام الكويكبات؛ وترتيبه 33340 من حيث الاكتشاف.
اكتُشف هذا الجُرم الفلكي بواسطة Arianna E. Gleason ‏ في 14 نوفمبر 1998.

## وصلات خارجية
- (33340) 1998 VG44 في قاعدة بيانات مختبر الدفع النفاث لأجرام النظام الشمسي الصغيرة

- الاكتشاف · مخطط المدار ·  العناصر المدارية · المعلمات المادية

- (33340) 1998 VG44 على موقع ويكي سكاي: DSS2, SDSS, GALEX, IRAS, Hydrogen α, X-Ray, Astrophoto, Sky Map, Articles and images